# Rudolf Hrušínský młodszy
Rudolf Hrušínský młodszy (ur. 5 października 1946 w Pradze) – czeski aktor; syn Rudolfa Hrušínskiego i brat Jana Hrušínskiego.

## Życiorys
Studiował w praskim konserwatorium i na Wydziale Teatralnym Akademii Sztuk Scenicznych w Pradze (DAMU), którą ukończył w 1974 i cztery lata później został członkiem Klubu Dramatycznego.
W teatrze odtwarzał role komediowe, w telewizji i filmie grał przede wszystkim postaci negatywne i znacznie wyróżniające się z otoczenia.

## Role teatralne
- Cola (Jiří Menzel, Tři v tom, 1978)
- Eman (Bohumil Hrabal, Něžný barbar, 1981)
- Erich (Ödön von Horváth, Opowieści Lasku Wiedeńskiego, 1981)
- Coelio (Alfred de Musset, Kaprysy Marianny, 1983)
- Jan Dítě II (Bohumil Hrabal, Obsluhoval jsem anglického krále, 1989)

## Role telewizyjne
- bajka O princezně, která ráčkovala (1986)
- serial Dobrodružství kriminalistiky (1989)
- film Zvonokosy (1990)
- film Hřbitov pro cizince (1991)
- serial Zdivočelá země (1997)
- serial Hotel Herbich (1999)
- serial Ulice (2005)
- serial Náves (2005)
- serial Hraběnky (2007)

## Filmografia
- Postrzyżyny (Postřižiny) (1980) – jako stajenny
- Święto przebiśniegu (Slavnosti sněženek) (1983) – jako pomocnik traktorzysty
- Rozpuštěný a vypuštěný (1984)
- Wsi moja sielska, anielska (Vesničko má středisková) (1985) – jako Drapalik
- Dobří holubi se vracejí (1988)
- Koniec starych czasów (Konec starých časů) (1989)
- Černí baroni (1992)
- Krvavý román (1992)
- Obsługiwałem angielskiego króla (Obsluhoval jsem anglického krále) (2006) – jako właściciel hotelu „Cichy Kącik”
- Operacja Dunaj (2009) – jako Michal Kulka